# Campeonato de Guipúzcoa de Traineras
El Campeonato de Guipúzcoa de Traineras es una competición que se celebra todos los años entre las traineras de los clubes de remo federados de Guipúzcoa.

## Historia
La Federación Guipuzcoana de Remo recoge información detallada de los Campeonatos disputados como tal desde 1967. Aunque anteriormente a esa fecha algunos años hay indicios, en el Campeonato de España de Traineras, para saber qué pueblo o club fue el campeón de Guipúzcoa, antes de 1967 no lo podemos saber a ciencia cierta.

## Palmarés
| Lugar         | Año  |                  |                         |                        |
| ------------- | ---- | ---------------- | ----------------------- | ---------------------- |
| San Sebastián | 1967 | Hondarribia      | Orio                    | Lasarte-Michelín       |
| Fuenterrabía  | 1970 | Lasarte-Michelín | San Juan                | Hondarribia            |
| San Sebastián | 1973 | Orio             | Lasarte-Michelín        | Guetaria               |
| San Sebastián | 1974 | Lasarte-Michelín | Hernani                 | Beraun-Koxtape         |
| Fuenterrabía  | 1975 | Lasarte-Michelín | Orio                    | San Juan               |
| Zarauz        | 1976 | Lasarte-Michelín | Orio                    | Hernani                |
| Fuenterrabía  | 1977 | Lasarte-Michelín | Hernani                 | San Juan               |
| Zarauz        | 1978 | Koxtape          | Lasarte-Michelín        | Hernani                |
| Fuenterrabía  | 1979 | Lasarte-Michelin | Orio                    | Hondarribia            |
| Guetaria      | 1980 | Orio             | Zumaya                  | San Juan               |
| Guetaria      | 1981 | Zumaya           | San Sebastián           | Hondarribia            |
| Zarauz        | 1982 | Orio             | Zumaya                  | Hernani                |
| San Sebastián | 1983 | Zumaya           | Orio                    | Ur-Kirolak             |
| Fuenterrabía  | 1984 | Zumaya           | Orio                    | San Juan               |
| Guetaria      | 1985 | Zumaya           | San Juan                | Orio                   |
|               | 1986 | [ 2 ]            |                         |                        |
| Guetaria      | 1987 | Zumaya           | San Pedro               | San Juan               |
| Guetaria      | 1988 | San Pedro        | San Juan                | Zumaya                 |
| Guetaria      | 1989 | San Pedro        | San Juan                | Zumaya                 |
| Guetaria      | 1990 | San Pedro        | San Juan                | Arraun Lagunak         |
| San Sebastián | 1991 | Koxtape          | Orio                    | San Pedro              |
| Guetaria      | 1992 | Donibaneko       | San Pedro               | Orio                   |
| Guetaria      | 1993 | San Pedro        | Donibaneko              | Orio                   |
| Guetaria      | 1994 | San Pedro        | Donibaneko              | Hondarribia            |
| Guetaria      | 1995 | San Pedro        | Orio                    | Donibaneko             |
| Guetaria      | 1996 | San Pedro        | Orio                    | Hondarribia            |
| Guetaria      | 1997 | San Pedro        | Orio                    | PD Koxtape             |
| Guetaria      | 1998 | Orio             | San Pedro               | Trintxerpe             |
| Guetaria      | 1999 | Orio             | PD Koxtape              | Donibaneko             |
| Guetaria      | 2000 | Koxtape          | Donostia Arraun Lagunak | Orio                   |
| Guetaria      | 2001 | Orio             | Guetaria-Zumaya         | PD Koxtape             |
| Guetaria      | 2002 | Orio             | PD Koxtape              | San Sebastián-Santiago |
| San Sebastián | 2003 | Koxtape          | Hondarribia             | Orio                   |
| San Sebastián | 2004 | Hondarribia      | Orio                    | Trintxerpe             |
| Motrico       | 2005 | Hondarribia      | Orio                    | Zumaya                 |
| Guetaria      | 2006 | Hondarribia      | Zarauz                  | Orio                   |
| San Sebastián | 2007 | Zarauz           | Orio                    | Zumaya                 |
| San Sebastián | 2008 | Orio             | San Pedro               | Hondarribia            |
| Guetaria      | 2009 | San Pedro        | Hondarribia             | Orio                   |
| San Sebastián | 2010 | Hondarribia      | San Juan                | Orio                   |
| San Sebastián | 2011 | Hondarribia      | Zumaya                  | Orio                   |
| San Sebastián | 2012 | Hondarribia      | San Juan                | Zumaya                 |
| San Sebastián | 2013 | Orio             | San Pedro               | Hondarribia            |
| Zumaya        | 2014 | Orio             | Hondarribia             | San Juan               |
| San Sebastián | 2015 | Hondarribia      | Orio                    | San Juan               |
| Zumaya        | 2016 | Hondarribia      | Orio                    | San Juan               |
| Guetaria      | 2017 | Orio             | Hondarribia             | Donostiarra            |
| Mutriku       | 2018 | Hondarribia      | Orio                    | Donostiarra            |
| San Sebastián | 2019 | Orio             | Hondarribia             | Donostiarra            |
| Orio          | 2020 | Hondarribia      | Donostiarra             | Orio                   |
| San Sebastián | 2021 | Hondarribia      | Donostiarra             | Orio                   |
| Hondarribia   | 2022 | Hondarribia      | Donostiarra             | Orio                   |
| Zarautz       | 2023 | Hondarribia      | Donostiarra             | Lapurdi                |
| Hondarribia   | 2024 | Hondarribia      | Getaria                 | Donostiarra            |
| Orio          | 2025 | Orio             | Donostiarra             | San Juan               |